# ¿Y tú qué has hecho?
¿Y tú qué has hecho?, (in italiano: E tu che hai fatto?) è un brano musicale composto nel 1958 dal musicista e cantautore cubano Eusebio Delfín.
Le sue composizioni comprendono poesie messe in musica, e aveva anche scritto i suoi testi, come ¿Y Tú Qué Has Hecho? (alias En El Tronco De Un Árbol.
Probabilmente era stato Rafael Lam Marimón a introdurre l'idea del brano che si basava su una poesia di un autore anonimo, pertanto erano emerse alcune false attribuzioni. Tuttavia, nell'LP del 1958 "En el tronco de un arbol", il compositore stesso ne rivendicò la paternità, scrivendo: Guardando un vecchio albero vidi un nome indefinito inciso, sicuramente da due amanti. L'immagine emerse e immediatamente nacque l'ispirazione per questa canzone.

## La versione di Buena Vista Social Club

### Musicisti
- Compay Segundo
- Ibrahim Ferrer - clave
- Joachim Cooder - udu
- Rubén González - pianoforte